# المنصف الكاتب
المنصف الكاتب مخرج سينمائي تونسي. له العديد من المسلسلات التلفزيونية التونسية أبرزها غالية والمتحدي.

## المسلسلات
- 1997, المتحدي
- 1999, غالية

## مواضيع ذات صلة
- قائمة المسلسلات التلفزيونية التونسية